# Reg White
Reginald James White, né le 28 octobre 1935 à Brightlingsea et mort le 27 mai 2010, appelé communément Reg White, est un marin, skipper et constructeur de bateaux anglais.
Plusieurs fois champion du monde, il a connu la consécration avec le titre olympique obtenu avec John Osborn en classe Tornado à Montréal, en 1976, devant les équipages américain et ouest-allemand. 